# SENSATION (BEAT CRUSADERSの曲)
『SENSATION』（センセーション）は、日本のロックバンド、BEAT CRUSADERSのシングルおよび楽曲である。2004年4月21日、NAKED TEACHERよりリリース。

## 概要
メンバーチェンジ、レーベル移籍後のBEAT CRUSADERSの2枚目のシングル。バンドとしては通算5枚目のシングルである。
初回生産分にはステッカージャケット(CDケースの上にヒダカの顔が貼られている)が封入されている。
前作『GIRL FRIDAY』は、タワーレコードでの限定販売だったが、本作は全国でリリースしている。
インディーズ時代最後のシングルとなり、発売3ヶ月にデフスターレコーズへ移籍。メジャーデビューを果たした。
前作同様全収録曲がアルバム未収録のため、このシングルでしか聴くことができない。

## 収録曲
全曲 作詞：ヒダカトオル 作曲：BEAT CRUSADERS
1. SENSATION	(2:51)
この曲の製作時期は最も古く、umu、araki、thaiの旧メンバー編成だったインディーズでデビューするよりも前であり、日高央と岩原幸夫（現NEIGS・元GALLOW・元BROKENSPACE・元グループ魂）の2人組ユニットだった結成当時から存在する楽曲。
PVも制作されている。PVはメンバーチェンジの様子を描いた内容となっている。
2. TALKING IN YOUR SLEEP	(3:51)
3. LAST-MINUTE (4:03)